# Revolució 4.0
Revolució 4.0 és un programa de ràdio emés a Catalunya Ràdio, i dirigit per la periodista Xantal Llavina des del febrer del 2017, que el 2019 s'incorporà també a la programació de TV3.
Es tracta d'un programa que presenta les novetats relacionades amb el sector de les tecnologies digitals, transformació digital, l'emprenedoria, les start-ups, la innovació, l'economia, la sostenibilitat, la creativitat, casos d'èxit, nous lideratges, i de com la revolució digital ho transforma tot. L'eix principal del "Revolució 4.0" és l'entrevista a personatges molt rellevants del món d'internet, la ciència, l'economia o els mitjans de comunicació, entre d'altres, i es parla amb ells de la seva vida digital i emprenedora. A "Revolució 4.0" tenen protagonisme des de les cares més conegudes en diferents sectors professionals, que parlen sobre el futur més immediat de la quarta revolució industrial, fins als casos d'èxit en la transformació emprenedora i digital.
El programa, que començà a emetres a +CatRàdio, dial digital de Catalunya Ràdio, va aconseguir més de 24.000 usuaris únics després de només vint programes emesos. Aquests bon resultats d'audiència van fer que 'Revolució 4.0 passés a l'antena de Catalunya Ràdio els diumenges a la nit, entre les onze i les dotze de la nit, des del mes de setembre d'aquell mateix any.
El primer any que començà a emetres el programa Revolució 4.0 aquest ja va ser mereixedor d'un reconeixement, amb el Premi Excel·lència a la Comunicació i a la Divulgació de les TIC en la categoria de ràdio, que li fou atorgat per l'associació ONES Associació d'Enginyeria Tècnica de Telecomunicació de Catalunya (GrausTIC), en el marc de la 16a edició dels Premis Excel·lència de la Diada de les Tecnologies de la Informació i la Comunicació a Catalunya.
El març del 2019 Revolució 4.0 va rebre un nou reconeixement. Aquesta vegada, en el marc de la 24a edició de la Nit de les Telecomunicacions i la Informàtica, organitzada per l'Associació Catalana d'Enginyers de Telecomunicació i el Col·legi Oficial d'Enginyeria en Informàtica de Catalunya (COEINF), li fou atorgat el Premi a la Comunicació i Divulgació de les TIC, intentant posar de relleu la tasca divulgativa d’aquest espai de referència per als emprenedors.
El maig del 2019 Revolució 4.0 passà a emetres a TV3 el 2019 amb la productora El Terrat. Amb el nou format cada programa compta amb un debat-àgora amb un personatge vip, dos emprenedors coneguts i quinze persones que intervenen, amb un total de 200 convidats.
El setembre d'aquest mateix any 2019, al programa "Revolució 4.0" de TV3 se li concedeix el Premi GrausTIC a la Comunicació i a la Divulgació TIC 2019, en el marc de la Diada de les Tecnologies de la Informació i la Comunicació 2019, que organitza l'associació GrausTIC.
L'any 2023, en la seva setena temporada, el programa de Catalunya Ràdio Revolució 4.0 explica, com serà la Catalunya del 2030, des de tots els àmbits i des de la divulgació i l'entreteniment, i estrena una nova secció, "Masterclass", amb l'escriptor i conferenciant Xavier Marcet sobre lideratge, que s'afegeix a la del catedràtic d'Economia Santiago Niño Becerra. També s'incorporen noves seccions com "Món 2030" i "Catalans a Silicon Valley", i continuen els col·laboradors habituals del programa, com Ricard Castellet i Jordi Pi a "Revolucionats"; Dani Marco amb "Catalunya Valley"; Lluís Juncà amb "Horitzó innovació"; Laura Gil amb "Connexions"; "Dones TIC destacades", amb Joana Barbany; el publicista Jordi Urbea amb "Revolucionant la publicitat"; joves emprenedors amb "Emprenedoria km 0"; Núria Aymerich amb "Indústria 4.0", i Fabián Mohedano amb "Nous camins". A més. el programa continua celebrant l'entrega dels Premis Emprenedors Digitals 2023, per guardonar els millors emprenedors i emprenedores digitals del país.
El programa, de TV3, que en les tres primeres temporades compartia el nom amb l'espai Revolució 4.0 de Catalunya Ràdio, el 2023 va estrenar un nou format sota el títol de "Som Revolució", centrat en com seria la Catalunya del 2030. El programa s'ocupa de cinc grans revolucions: la revolució sostenible i el canvi climàtic, la connectivitat, els hologrames i l'espai, el talent digital i el metavers, i l'educació digital i la recerca.